# Associazione Polisportiva Savoia 1964-1965
Questa voce raccoglie le informazioni riguardanti il Savoia nelle competizioni ufficiali della stagione 1964-1965.

## Stagione
La stagione 1964-1965 fu la 43ª stagione sportiva del Savoia.
Serie D 1964-1965: 1º posto

## Divise
| Casa |

## Organigramma societario
Area direttiva
- Presidente:  Giuseppe Russo
- Vice presidente: Sandro Farinelli
- Dirigenti: Gogna, Pignataro, Carpentieri, Di Salvatore

Area tecnica
- Allenatore:  Jone Spartano e  Giulio Lopez

Area sanitaria
- Medico sociale: Antonio Ciniglio
- Massaggiatori: Mastromarino, Vecchione

## Rosa
| N. |                   | Ruolo | Calciatore        |
| -- | ----------------- | ----- | ----------------- |
|    | Italia (bandiera) | P     | Gaspare Boesso    |
|    | Italia (bandiera) | P     | Germano Pietti    |
|    | Italia (bandiera) | D     | Enzo Bertossi     |
|    | Italia (bandiera) | D     | Giovanni Biasin   |
|    | Italia (bandiera) | D     | Germano Da Dalto  |
|    | Italia (bandiera) | D     | D'Apollonia       |
|    | Italia (bandiera) | D     | Ernesto Milano    |
|    | Italia (bandiera) | C     | Giovanni Berlasso |
|    | Italia (bandiera) | C     | Luigi Bodi        |
|    | Italia (bandiera) | C     | Domenico Busiello |

| N. |                   | Ruolo | Calciatore                |
| -- | ----------------- | ----- | ------------------------- |
|    | Italia (bandiera) | C     | Carlo Franzini            |
|    | Italia (bandiera) | C     | Sauro Mazzotti            |
|    | Italia (bandiera) | C     | Nardi                     |
|    | Italia (bandiera) | C     | Franco Palumbo (capitano) |
|    | Italia (bandiera) | A     | Roberto Padovani          |
|    | Italia (bandiera) | A     | Gianpaolo Rossi           |
|    | Italia (bandiera) |       | Mario Balzano             |
|    | Italia (bandiera) |       | Salvatore Borrelli        |
|    | Italia (bandiera) |       | Camillo D'Auria           |
|    | Italia (bandiera) |       | Paolo Morbiato            |

## Calciomercato
| Acquisti | Acquisti | Acquisti | Acquisti   |
| R.       | Nome     | da       | Modalità   |
| -------- | -------- | -------- | ---------- |
|          |          |          | definitivo |

| Cessioni | Cessioni | Cessioni | Cessioni   |
| R.       | Nome     | a        | Modalità   |
| -------- | -------- | -------- | ---------- |
|          |          |          | definitivo |

## Risultati

### Serie D

#### Girone di andata
| Paternò 20 settembre 1964 1ª giornata | Paternò         | 0 – 0 | Savoia | Velodromo Salinelle\| Arbitro: \| Traversa (Bari) \| |
| Arbitro:                              | Traversa (Bari) |       |        |                                                      |

| Arbitro: | Tempio |

|                               |           |  |
| Padovani 40’, 73’ Palumbo 52’ | Marcatori |  |

| Arbitro: | Falzea |

|           |           |             |
| Adami 33’ | Marcatori | 6’ Berlasso |

| Arbitro: | Martis |

|              |           |             |
| Padovani 57’ | Marcatori | 27’ Barreca |

| Castellammare di Stabia 18 ottobre 1964 5ª giornata | Juventus Stabia | 0 – 0 | Savoia | Stadio San Marco\| Arbitro: \| Calì (Palermo) \| |
| Arbitro:                                            | Calì (Palermo)  |       |        |                                                  |

| Arbitro: | Cappelluti (Bari) |

|                      |           |  |
| Bacoccoli 12’ (aut.) | Marcatori |  |

| Arbitro: | Messinese (Taranto) |

|                          |           |              |
| Battistini 23’ Melli 57’ | Marcatori | 35’ Mazzotti |

| Arbitro: | Quaranta (Bari) |

|                   |           |  |
| Padovani 22’, 65’ | Marcatori |  |

| Arbitro: | Scasserra |

|                |           |              |
| Lieti 70’, 85’ | Marcatori | 50’ Berlasso |

| Arbitro: | Sorrentino (Roma) |

|                                |           |            |
| Berlasso 21’, 34’ Padovani 57’ | Marcatori | 48’ Giorgi |

| Castelvetrano 29 novembre 1964 11ª giornata | Folgore Castelvetrano | 0 – 0 | Savoia | \| Arbitro: \| Serratore (Latina) \| |
| Arbitro:                                    | Serratore (Latina)    |       |        |                                      |

| Arbitro: | Testuzza (Catania) |

|                     |           |                     |
| Busiello 73’ (rig.) | Marcatori | 71’ (rig.) Alberisi |

| Arbitro: | De Santis (Campobasso) |

|  |           |                |
|  | Marcatori | 90+3’ Padovani |

| Arbitro: | Martinelli (Roma) |

|                        |           |  |
| Padovani 22’ Rossi 49’ | Marcatori |  |

| Arbitro: | Monforte (Palermo) |

|                          |           |  |
| Palumbo 26’ Padovani 76’ | Marcatori |  |

| Arbitro: | Leardi (Messina) |

|  |           |              |
|  | Marcatori | 73’ Berlasso |

| Torre Annunziata 17 gennaio 1965 17ª giornata | Savoia            | 0 – 0 | Massiminiana | Stadio Comunale\| Arbitro: \| Bilotti (Cosenza) \| |
| Arbitro:                                      | Bilotti (Cosenza) |       |              |                                                    |

#### Girone di ritorno
| Torre Annunziata 24 gennaio 1965 18ª giornata | Savoia            | 0 – 0 | Paternò | Stadio Comunale\| Arbitro: \| Caputo (Molfetta) \| |
| Arbitro:                                      | Caputo (Molfetta) |       |         |                                                    |

| Arbitro: | Palumbo |

|  |           |                               |
|  | Marcatori | 7’, 63’ Berlasso 48’ Mazzotti |

| Torre Annunziata 7 febbraio 1965 20ª giornata | Savoia           | 0 – 0 | Caltagirone | Stadio Comunale\| Arbitro: \| Casarin (Milano) \| |
| Arbitro:                                      | Casarin (Milano) |       |             |                                                   |

| Arbitro: | Trilli (Matera) |

|  |           |              |
|  | Marcatori | 63’ Padovani |

| Arbitro: | Calì (Palermo) |

|              |           |  |
| Busiello 82’ | Marcatori |  |

| Arbitro: | Fioretti |

|  |           |              |
|  | Marcatori | 17’ Berlasso |

| Arbitro: | Losacco |

|                           |           |  |
| Berlasso 38’ Padovani 79’ | Marcatori |  |

| Arbitro: | Furlini (Firenze) |

|                      |           |              |
| Tascone I 80’ (rig.) | Marcatori | 26’ Berlasso |

| Arbitro: | Aloisi (Giulianova) |

|                                                    |           |  |
| Padovani 34’ Milani 39’ (rig.) Di Mauro 76’ (rig.) | Marcatori |  |

| Acireale 28 marzo 1965 27ª giornata | Acquapozzillo   | 0 – 0 | Savoia | Stadio Comunale\| Arbitro: \| Serafino (Roma) \| |
| Arbitro:                            | Serafino (Roma) |       |        |                                                  |

| Arbitro: | Panzino (Catanzaro) |

|                       |           |                |
| Rossi 8’ Padovani 70’ | Marcatori | 52’ Conticelli |

| Arbitro: | Quaranta (Bari) |

|                     |           |  |
| Alberici 82’ (rig.) | Marcatori |  |

| Arbitro: | Torretta (Taranto) |

|              |           |  |
| Padovani 47’ | Marcatori |  |

| Arbitro: | Ciulli (Roma) |

|             |           |              |
| Panzani 37’ | Marcatori | 30’ Berlasso |

| Arbitro: | Gianluigi |

|               |           |  |
| Guarnieri 26’ | Marcatori |  |

| Arbitro: | Ottonello (Firenze) |

|              |           |  |
| Padovani 57’ | Marcatori |  |

| Arbitro: | Mercuri (Catanzaro) |

|                                  |           |  |
| Di Pietro 45’, 87’ Puliafito 54’ | Marcatori |  |